# Dasineura seneciocola
Dasineura seneciocola är en tvåvingeart som beskrevs av Fedotova 1998. Dasineura seneciocola ingår i släktet Dasineura och familjen gallmyggor. Inga underarter finns listade i Catalogue of Life.